# ウィリアム・フランク
ウィリアム・フランク（William Gottlieb Frank、1878年12月1日- 1965年3月31日）は、アメリカ合衆国の陸上競技選手である。彼は、1906年に開催されたアテネオリンピックのマラソンで銅メダルを獲得した。

## 経歴
ウィリアム・フランクはニューヨークの州兵第22連隊に所属し、アイリッシュ・アメリカン・アスレチック・クラブ（en:Irish American Athletic Club）で陸上競技に取り組んでいた。彼はまた、ニューヨーク市警察第74分署の警察官でもあった。フランクは1905年、ニューヨークの州兵第22連隊チームの代表として軍事陸上競技会の3マイル走（約4.828032キロメートル）競技で優勝した。
彼は、1906年のアテネオリンピックにアメリカ合衆国代表として選ばれ、マラソンと5マイル走（約8.04672キロメートル）の2種目に出場した。5月1日に実施されたマラソンでは、カナダ代表のウィリアム・シェリング、スウェーデン代表のヨハン・スヴァンベリに続いて自己最高の3時間00分46.8秒の記録で3位に入り、銅メダルを獲得した。なお、5マイル走での記録は不明である。